# Hvalsø Station
Hvalsø Station er en dansk jernbanestation i Kirke Hvalsø, beliggende på Roskilde-Kalundborg-banen (Nordvestbanen), som blev indviet 30. december 1874.

## Sjællandske midtbane
Hvalsø blev jernbaneknudepunkt, da Sjællandske midtbane krydsede Nordvestbanen her. Strækningen Ringsted-Hvalsø blev indviet 15. august 1925, og
strækningen Hvalsø-Frederikssund blev indviet 17. november 1928, men begge strækninger blev nedlagt allerede 15. maj 1936.
Midtbanen var sydfra ført over Nordvestbanen på en viadukt vest for stationen, og herfra gik den nord for Nordvestbanen ind til stationen. Da Midtbanen blev nedlagt, blev et kort stykke af Nordvestbanen forlagt til Midtbanens spor, som var nyere og bedre.

## Galleri
- Stationsbygningen set fra gadesiden.
- Busterminalen ved Tølløsevej.
- Gang- og cykelsti fra Åsvejen.
- Elevator og læskur.
- Spor mod Kalundborg og København.
- Perron for tog til København.

## Antal rejsende
Ifølge "Østtællingen" var udviklingen i antallet af dagligt afrejsende:
| År   | Antal | År   | Antal | År   | Antal | År   | Antal |
| ---- | ----- | ---- | ----- | ---- | ----- | ---- | ----- |
| 1984 | 1.711 | 1993 | 1.814 | 2000 | 1.422 | 2005 | 1.429 |
| 1987 | 1.675 | 1995 | 1.442 | 2001 | 1.455 | 2006 | 1.425 |
| 1990 | 1.871 | 1996 | 1.464 | 2002 | 1.424 | 2007 | 1.208 |
| 1991 | 1.751 | 1997 | 1.310 | 2003 | 1.444 | 2008 | 1.297 |
| 1992 | 1.617 | 1998 | 1.394 | 2004 | 1.481 |      |       |